# Leiopus femoratus
Leiopus femoratus је инсект из реда тврдокрилаца (Coleoptera) и фамилије стрижибуба (Cerambycidae). Припада потфамилији Lamiinae.

## Распрострањење и станиште
Распрострањена је у средњој и источној Европи, северном делу Балканског полуострва, Кавказу и Малој Азији. У Србији је ова врсте ретко налажена.

## Опис
Leiopus femoratus је дугaчaк 5—7 mm. Тело је смеђе, покривено сивом, густом, полеглом пубесценцијом. На покрилцима је базална врпца редукована на косу бочну пегу. Пронотум је ужи у односу на Leiopus nebulosus и са мањом бочном бодљом. Базални део антена је жућкаст, а врхови црвенкасти. Бедра су код мужјака у апикалном делу јака, задебљала, као тољага. 

## Биологија и развиће
Имага су активна у касно пролеће и рано лето, од априла до јула. Ларва се развија у сувим гранама и стаблима листопадног дрвећа, а то су пре свега питоми кестен, јасен, граб, орах, брест и липа. Развиће траје 1-2 године. Имага се налазе на сувим гранама и стаблима биљке домаћина.